# CEV Beachvolleyball Nations Cup 2022
Der CEV Beachvolleyball Nations Cup 2022 fand vom 2. bis zum 7. August 2022 auf dem Wiener Heumarkt statt. Es war die erste Veranstaltung dieser Art. Sowohl bei den Frauen mit den sieben besten Nationen Europas und dem Veranstalter Österreich als auch bei den Männern mit den acht besten Ländern einschließlich der Alpenrepublik starteten die Teams zunächst in zwei Vierergruppen, um die Mannschaftseuropameister zu ermitteln. Nach Viertel-, Halbfinale und Endspiel standen die weiblichen Sportlerinnen aus der Schweiz auf der obersten Stufe des Podests, während bei den männlichen Athleten die Norweger triumphierten.

## Frauen

### Teams
| Pool A            | Pool A           | Pool A                | Pool A            |  | Pool B         | Pool B                  | Pool B              | Pool B            |
| ----------------- | ---------------- | --------------------- | ----------------- |  | -------------- | ----------------------- | ------------------- | ----------------- |
| Schweiz           | Niederlande      | Lettland              | Spanien           |  | Deutschland    | Österreich              | Italien             | Tschechien        |
| Nina Brunner      | Mexime van Driel | Tīna Graudiņa         | María Belén Carro |  | Cinja Tillmann | Katharina Schützenhöfer | Margherita Bianchin | Martina Williams  |
| Tanja Hüberli     | Emma Piersma     | Anastasija Kravčenoka | Ángela Lobato     |  | Svenja Müller  | Lena Plesiutschnig      | Claudia Scampoli    | Anna Pospíšilová  |
| Anouk Vergé-Dépré | Emi van Driel    | Anete Namiķe          | Daniela Álvarez   |  | Karla Borger   | Dorina Klinger          | Reka Orsi Toth      | Michala Frank     |
| Menia Bentele     | Pleun Ypma       | Varvara Brailko       | Tania Moreno      |  | Julia Sude     | Ronja Klinger           | Valentina Gottardi  | Michaela Brinkova |
| Esmée Böbner      |                  | Luīze Skrastiņa       |                   |  |                | Franziska Friedl        | Sara Breidenbach    |                   |

### Gruppenspiele
| Tabelle  | Tabelle     | Tabelle | Tabelle | Tabelle |
| -------- | ----------- | ------- | ------- | ------- |
| Gruppe A |             |         |         |         |
| Platz    | Nation      |         |         |         |
| 1.       | Schweiz     |         |         |         |
| 2.       | Niederlande |         |         |         |
| 3.       | Lettland    |         |         |         |
| 4.       | Spanien     |         |         |         |

| 2. August  | 2       | Anouk Vergé-Dépré / Menia Bentele | 2       | Daniela Álvarez / Tania Moreno        | 2:1 (18-21, 21-17, 15-6)  |
| 2. August  | 1       | Nina Brunner / Tanja Hüberli      | 1       | María Belén Carro / Ángela Lobato     | 1:2 (21-13, 16-21, 11-15) |
| Golden Set | Schweiz | Nina Brunner / Tanja Hüberli      | Spanien | María Belén Carro / Ángela Lobato     | 1:0 (15:7)                |
| 2. August  | 2       | Emi van Driel / Pleun Ypma        | 2       | Anete Namiķe / Varvara Brailko        | 2:0 (21:13, 21:13)        |
| 2. August  | 1       | Mexime van Driel / Emma Piersma   | 1       | Tīna Graudiņa / Anastasija Kravčenoka | 2:1 (21-19, 17-21, 17-15) |

| 2. August  | 2        | Anete Namiķe / Varvara Brailko        | 2       | Daniela Álvarez / Tania Moreno    | 0:2 (13:21, 13:21)        |
| 2. August  | 1        | Tīna Graudiņa / Anastasija Kravčenoka | 1       | María Belén Carro / Ángela Lobato | 2:0 (21:14, 21:17)        |
| Golden Set | Lettland | Tīna Graudiņa / Anastasija Kravčenoka | Spanien | María Belén Carro / Ángela Lobato | 1:0 (26:24)               |
| 2. August  | 2        | Anouk Vergé-Dépré / Menia Bentele     | 2       | Emi van Driel / Pleun Ypma        | 2:1 (17-21, 21-17, 17-15) |
| 2. August  | 1        | Nina Brunner / Tanja Hüberli          | 1       | Mexime van Driel / Emma Piersma   | 2:0 (21-17, 21-11)        |

| Tabelle  | Tabelle     | Tabelle | Tabelle | Tabelle |
| -------- | ----------- | ------- | ------- | ------- |
| Gruppe B |             |         |         |         |
| Platz    | Nation      |         |         |         |
| 1.       | Deutschland |         |         |         |
| 2.       | Italien     |         |         |         |
| 3.       | Österreich  |         |         |         |
| 4.       | Tschechien  |         |         |         |

| 2. August  | 2           | Karla Borger / Julia Sude                    | 2          | Michala Frank / Michaela Brinkova      | 2:1 (21-12, 14-21, 15-7) |
| 2. August  | 1           | Cinja Tillmann / Svenja Müller               | 1          | Anna Pospíšilová / Martina Williams    | 1:2 (18-21, 21-12, 9-15) |
| Golden Set | Deutschland | Karla Borger / Julia Sude                    | Tschechien | Anna Pospíšilová / Martina Williams    | 1:0 (15:10)              |
| 2. August  | 2           | Dorina Klinger / Ronja Klinger               | 2          | Reka Orsi Toth / Sara Breidenbach      | 0:2 (17-21, 17-21)       |
| 2. August  | 1           | Katharina Schützenhöfer / Lena Plesiutschnig | 1          | Margherita Bianchin / Claudia Scampoli | 2:0 (21-13, 21-14)       |
| Golden Set | Osterreich  | Katharina Schützenhöfer / Lena Plesiutschnig | Italien    | Reka Orsi Toth / Sara Breidenbach      | 0:1 (13:15)              |

| 2. August  | 2           | Karla Borger / Julia Sude           | 2       | Reka Orsi Toth / Sara Breidenbach            | 2:0 (22:20, 21:18)        |
| 2. August  | 1           | Cinja Tillmann / Svenja Müller      | 1       | Margherita Bianchin / Claudia Scampoli       | 1:2 (21-14, 15-21, 14-16) |
| Golden Set | Deutschland | Karla Borger / Julia Sude           | Italien | Margherita Bianchin / Claudia Scampoli       | 1:0 (16:14)               |
| 2. August  | 2           | Michala Frank / Michaela Brinkova   | 2       | Dorina Klinger / Ronja Klinger               | 1:2 (21-19, 27-29, 7-15)  |
| 2. August  | 1           | Anna Pospíšilová / Martina Williams | 1       | Katharina Schützenhöfer / Lena Plesiutschnig | 0:2 (14-21, 8-21)         |

### Zwischenrunde
| Viertelfinale | Viertelfinale | Viertelfinale | Viertelfinale                          | Viertelfinale | Viertelfinale | Viertelfinale                                | Viertelfinale             |
| ------------- | ------------- | ------------- | -------------------------------------- | ------------- | ------------- | -------------------------------------------- | ------------------------- |
| 4. August     | 2. Gruppe A   | 2             | Emi van Driel / Pleun Ypma             | 3. Gruppe B   | 2             | Dorina Klinger / Ronja Klinger               | 1:2 (19-21, 21-18, 9-15)  |
| 4. August     | 2. Gruppe A   | 1             | Mexime van Driel / Emma Piersma        | 3. Gruppe B   | 1             | Katharina Schützenhöfer / Lena Plesiutschnig | 2:1 (21-18, 19-21, 15-10) |
| 4. August     | Golden Set    | Niederlande   | Mexime van Driel / Emma Piersma        |               | Osterreich    | Katharina Schützenhöfer / Lena Plesiutschnig | 0:1 (13:15)               |
| 4. August     | 2. Gruppe B   | 2             | Reka Orsi Toth / Sara Breidenbach      | 3. Gruppe A   | 2             | Anete Namiķe / Varvara Brailko               | 2:0 (21-17, 21-15)        |
| 4. August     | 2. Gruppe B   | 1             | Margherita Bianchin / Claudia Scampoli | 3. Gruppe A   | 1             | Tīna Graudiņa / Anastasija Kravčenoka        | 2:1 (4:21, 19:21)         |
| 4. August     | Golden Set    | Italien       | Sara Breidenbach / Claudia Scampoli    |               | Lettland      | Tīna Graudiņa / Anastasija Kravčenoka        | 0:1 (19:21)               |

| Halbfinale | Halbfinale  | Halbfinale | Halbfinale                        | Halbfinale             | Halbfinale | Halbfinale                                   | Halbfinale                |
| ---------- | ----------- | ---------- | --------------------------------- | ---------------------- | ---------- | -------------------------------------------- | ------------------------- |
| 5. August  | 1. Gruppe A | 2          | Anouk Vergé-Dépré / Menia Bentele | Sieger Viertelfinale 2 | 2          | Anete Namiķe / Varvara Brailko               | 2:1 (21-13, 16-21, 15-8)  |
| 5. August  | 1. Gruppe A | 1          | Nina Brunner / Tanja Hüberli      | Sieger Viertelfinale 2 | 1          | Tīna Graudiņa / Anastasija Kravčenoka        | 2:0 (21-15, 21-18)        |
| 5. August  | 1. Gruppe B | 2          | Karla Borger / Julia Sude         | Sieger Viertelfinale 1 | 2          | Dorina Klinger / Ronja Klinger               | 2:0 (21-13, 21-12)        |
| 5. August  | 1. Gruppe B | 1          | Cinja Tillmann / Svenja Müller    | Sieger Viertelfinale 1 | 1          | Katharina Schützenhöfer / Lena Plesiutschnig | 2:1 (24-22, 17-21, 16-14) |

### Finalspiele
| Spiel um den dritten Platz | Spiel um den dritten Platz | Spiel um den dritten Platz | Spiel um den dritten Platz            | Spiel um den dritten Platz | Spiel um den dritten Platz | Spiel um den dritten Platz                   | Spiel um den dritten Platz |
| -------------------------- | -------------------------- | -------------------------- | ------------------------------------- | -------------------------- | -------------------------- | -------------------------------------------- | -------------------------- |
| 6. August                  | Verlierer Halbfinale 1     | 2                          | Anete Namiķe / Varvara Brailko        | Verlierer Halbfinale 2     | 2                          | Dorina Klinger / Ronja Klinger               | 0:2 (15-21, 12-21)         |
| 6. August                  | Verlierer Halbfinale 1     | 1                          | Tīna Graudiņa / Anastasija Kravčenoka | Verlierer Halbfinale 2     | 1                          | Katharina Schützenhöfer / Lena Plesiutschnig | 2:0 (21-14, 21-14)         |
| 6. August                  | Golden Set                 | Lettland                   | Tīna Graudiņa / Anastasija Kravčenoka |                            | Osterreich                 | Katharina Schützenhöfer / Lena Plesiutschnig | 1:0 (15:12)                |

| Finale    | Finale              | Finale  | Finale                            | Finale              | Finale      | Finale                         | Finale             |
| --------- | ------------------- | ------- | --------------------------------- | ------------------- | ----------- | ------------------------------ | ------------------ |
| 6. August | Sieger Halbfinale 1 | 2       | Anouk Vergé-Dépré / Menia Bentele | Sieger Halbfinale 2 | 2           | Karla Borger / Julia Sude      | 0:2 (19-21, 19:21) |
| 6. August | Sieger Halbfinale 1 | 1       | Nina Brunner / Tanja Hüberli      | Sieger Halbfinale 2 | 1           | Cinja Tillmann / Svenja Müller | 2:0 (21-18, 21-18) |
| 6. August | Golden Set          | Schweiz | Nina Brunner / Tanja Hüberli      |                     | Deutschland | Karla Borger / Julia Sude      | 1:0 (15:8)         |

### Platzierungen
| Gold    | Silver      | Bronze   | 4.         |
| ------- | ----------- | -------- | ---------- |
| Schweiz | Deutschland | Lettland | Österreich |

## Männer

### Teams
| Pool A           | Pool A            | Pool A         | Pool A             |  | Pool B                | Pool B          | Pool B            | Pool B          |
| ---------------- | ----------------- | -------------- | ------------------ |  | --------------------- | --------------- | ----------------- | --------------- |
| Norwegen         | Italien           | Polen          | Deutschland        |  | Niederlande           | Österreich      | Tschechien        | Estland         |
| Anders Mol       | Samuele Cottafava | Bartosz Łosiak | Robin Sowa         |  | Alexander Brouwer     | Robin Seidl     | Jakub Šépka       | Kusti Nõlvak    |
| Christian Sørum  | Paolo Nicolai     | Michał Bryl    | Lukas Pfretzschner |  | Robert Meeuwsen       | Philipp Waller  | Tomáš Semerád     | Mart Tiisaar    |
| Mathias Berntsen | Enrico Rossi      | Piotr Kantor   | Paul Henning       |  | Christiaan Varenhorst | Martin Ermacora | Václav Berčík     | Kaur Kais       |
| Hendrik Mol      | Adrian Carambula  | Maciej Rudol   | Sven Winter        |  | Steven van de Velde   | Moritz Pristauz | Matyáš Džavoronok | Rasmus Meius    |
| Svein Solhaug    |                   |                | Momme Lorenz       |  |                       | Alexander Horst |                   | Dmitri Korotkov |

### Gruppenspiele
| Tabelle  | Tabelle     | Tabelle | Tabelle | Tabelle |
| -------- | ----------- | ------- | ------- | ------- |
| Gruppe A |             |         |         |         |
| Platz    | Nation      |         |         |         |
| 1.       | Italien     |         |         |         |
| 2.       | Norwegen    |         |         |         |
| 3.       | Polen       |         |         |         |
| 4.       | Deutschland |         |         |         |

| 3. August  | 2       | Mathias Berntsen / Hendrik Mol    | 2     | Paul Henning / Sven Winter        | 2:1 (29-27, 17-21, 17-15) |
| 3. August  | 1       | Anders Mol / Christian Sørum      | 1     | Momme Lorenz / Lukas Pfretzschner | 2:0 (21-9, 21-12)         |
| 3. August  | 2       | Enrico Rossi / Adrian Carambula   | 2     | Piotr Kantor / Maciej Rudol       | 2:0 (21-17, 21-16)        |
| 3. August  | 1       | Samuele Cottafava / Paolo Nicolai | 1     | Bartosz Łosiak / Michał Bryl      | 1:2 (12-21, 23-21, 11-15) |
| Golden Set | Italien | Samuele Cottafava / Paolo Nicolai | Polen | Bartosz Łosiak / Michał Bryl      | 1:0 (19:17)               |

| 4. August | 2 | Piotr Kantor / Maciej Rudol    | 2 | Paul Henning / Sven Winter        | 2:0 (21-18, 21-16)        |
| 4. August | 1 | Bartosz Łosiak / Michał Bryl   | 1 | Momme Lorenz / Lukas Pfretzschner | 2:0 (21-17, 21-15)        |
| 4. August | 2 | Mathias Berntsen / Hendrik Mol | 2 | Enrico Rossi / Adrian Carambula   | 0:2 (17-21, 18-21)        |
| 4. August | 1 | Anders Mol / Christian Sørum   | 1 | Samuele Cottafava / Paolo Nicolai | 1:2 (24-22, 16-21, 12-15) |

| Tabelle  | Tabelle     | Tabelle | Tabelle | Tabelle |
| -------- | ----------- | ------- | ------- | ------- |
| Gruppe B |             |         |         |         |
| Platz    | Nation      |         |         |         |
| 1.       | Niederlande |         |         |         |
| 2.       | Österreich  |         |         |         |
| 3.       | Estland     |         |         |         |
| 4.       | Tschechien  |         |         |         |

| 3. August | 2 | Christiaan Varenhorst / Steven van de Velde | 2 | Kaur Kais / Rasmus Meius          | 2:0 (21-9, 21-17)         |
| 3. August | 1 | Alexander Brouwer / Robert Meeuwsen         | 1 | Dmitri Korotkov / Mart Tiisaar    | 2:0 (21-18, 24-22)        |
| 3. August | 2 | Václav Berčík / Matyas Dzavoronok           | 2 | Martin Ermacora / Moritz Pristauz | 1:2 (22-20, 14-21, 13-15) |
| 3. August | 1 | Jakub Šépka / Tomáš Semerád                 | 1 | Robin Seidl / Philipp Waller      | 0:2 (12-21, 12-21)        |

| 4. August  | 2          | Václav Berčík / Matyáš Džavoronok /         | 2       | Dmitri Korotkov / Kaur Kais       | 2:1 (21-16, 21-23, 15-12) |
| 4. August  | 1          | Jakub Šépka / Tomáš Semerád /               | 1       | Kusti Nõlvak / Mart Tiisaar       | 0:2 (10-21, 19-21)        |
| Golden Set | Tschechien | Vaclav Bercik / Matyáš Džavoronok           | Estland | Kusti Nõlvak / Mart Tiisaar       | 0:1 (6-15)                |
| 4. August  | 2          | Christiaan Varenhorst / Steven van de Velde | 2       | Martin Ermacora / Moritz Pristauz | 2:0 (21-16, 21-17)        |
| 4. August  | 1          | Alexander Brouwer / Robert Meeuwsen         | 1       | Robin Seidl / Philipp Waller      | 2:0 (21-15, 21-14)        |

### Zwischenrunde
| Viertelfinale | Viertelfinale | Viertelfinale | Viertelfinale                     | Viertelfinale | Viertelfinale | Viertelfinale                | Viertelfinale             |
| ------------- | ------------- | ------------- | --------------------------------- | ------------- | ------------- | ---------------------------- | ------------------------- |
| 5. August     | 2. Gruppe A   | 2             | Mathias Berntsen / Hendrik Mol    | 3. Gruppe B   | 2             | Kaur Kais / Rasmus Meius     | 2:0 (21-14, 23-21)        |
| 5. August     | 2. Gruppe A   | 1             | Anders Mol / Christian Sørum      | 3. Gruppe B   | 1             | Kusti Nõlvak / Mart Tiisaar  | 2:0 (21-15, 21-15)        |
| 5. August     | 2. Gruppe B   | 2             | Martin Ermacora / Moritz Pristauz | 3. Gruppe A   | 2             | Piotr Kantor / Maciej Rudol  | 2:0 (21:16, 21:11)        |
| 5. August     | 2. Gruppe B   | 1             | Robin Seidl / Philipp Waller      | 3. Gruppe A   | 1             | Bartosz Łosiak / Michał Bryl | 2:1 (27-25, 19-21, 16-14) |

| Halbfinale | Halbfinale  | Halbfinale  | Halbfinale                                  | Halbfinale             | Halbfinale | Halbfinale                        | Halbfinale                |
| ---------- | ----------- | ----------- | ------------------------------------------- | ---------------------- | ---------- | --------------------------------- | ------------------------- |
| 6. August  | 1. Gruppe A | 2           | Enrico Rossi / Adrian Carambula             | Sieger Viertelfinale 2 | 2          | Martin Ermacora / Moritz Pristauz | 2:1 (23-21, 13-21, 15-10) |
| 6. August  | 1. Gruppe A | 1           | Samuele Cottafava / Paolo Nicolai           | Sieger Viertelfinale 2 | 1          | Robin Seidl / Philipp Waller      | 2:1 (21-16, 20-22, 15-11) |
| 6. August  | 1. Gruppe B | 2           | Christiaan Varenhorst / Steven van de Velde | Sieger Viertelfinale 1 | 2          | Mathias Berntsen / Hendrik Mol    | 2:0 (21-18, 21-15)        |
| 6. August  | 1. Gruppe B | 1           | Alexander Brouwer / Robert Meeuwsen         | Sieger Viertelfinale 1 | 1          | Anders Mol / Christian Sørum      | 1:2 (14-21, 21-17, 11-15) |
| 6. August  | Golden Set  | Niederlande | Alexander Brouwer / Robert Meeuwsen         |                        | Norwegen   | Anders Mol / Christian Sørum      | 0:1 (15-17)               |

### Finalspiele
| Spiel um den dritten Platz | Spiel um den dritten Platz | Spiel um den dritten Platz | Spiel um den dritten Platz        | Spiel um den dritten Platz | Spiel um den dritten Platz | Spiel um den dritten Platz                  | Spiel um den dritten Platz |
| -------------------------- | -------------------------- | -------------------------- | --------------------------------- | -------------------------- | -------------------------- | ------------------------------------------- | -------------------------- |
| 7. August                  | Verlierer Halbfinale 1     | 2                          | Martin Ermacora / Moritz Pristauz | Verlierer Halbfinale 2     | 2                          | Christiaan Varenhorst / Steven van de Velde | 2:0 (21-19, 21-18)         |
| 7. August                  | Verlierer Halbfinale 1     | 1                          | Robin Seidl / Philipp Waller      | Verlierer Halbfinale 2     | 1                          | Alexander Brouwer / Robert Meeuwsen         | 0:2 (16-21, 16-21)         |
| 7. August                  | Golden Set                 | Osterreich                 | Martin Ermacora / Moritz Pristauz |                            | Niederlande                | Alexander Brouwer / Robert Meeuwsen         | 0:1 (8:15)                 |

| Finale    | Finale              | Finale  | Finale                            | Finale              | Finale   | Finale                         | Finale                    |
| --------- | ------------------- | ------- | --------------------------------- | ------------------- | -------- | ------------------------------ | ------------------------- |
| 7. August | Sieger Halbfinale 1 | 2       | Enrico Rossi / Adrian Carambula   | Sieger Halbfinale 2 | 2        | Mathias Berntsen / Hendrik Mol | 2:1 (21-15, 19-21, 15-13) |
| 7. August | Sieger Halbfinale 1 | 1       | Samuele Cottafava / Paolo Nicolai | Sieger Halbfinale 2 | 1        | Anders Mol / Christian Sørum   | 0:2 (15-21, 15-21)        |
| 7. August | Golden Set          | Italien | Samuele Cottafava / Paolo Nicolai |                     | Norwegen | Anders Mol / Christian Sørum   | 0:1 (8:15)                |

### Platzierungen
| Gold     | Silver  | Bronze      | 4.         |
| -------- | ------- | ----------- | ---------- |
| Norwegen | Italien | Niederlande | Österreich |